# Мандоки, Иштван Конгур
Иштван Конгур (Коныр) Мандоки (венг. Mándoky Kongur István; 10 февраля 1944, Карцаг, Венгрия — 22 августа 1992, Махачкала, Дагестан, похоронен в Алма-Ате, Казахстан) — венгерский учёный, тюрколог, доктор филологических наук, профессор.

## Биография
Фамилия и имя при рождении — Мандоки Иштван, во взрослом возрасте принял первоначальную фамилию своего семейства Конгур, по некоторым данным, незадолго до смерти сменил имя на Атлан.
В детстве обучался казахскому языку у советского солдата-казаха. Окончил Карцагский сельскохозяйственный техникум (по другим данным, профессиональную среднюю школу сельского хозяйства), а в 1968 году — филологический факультет (по другим данным, историко-филологический факультет) Будапештского университета, где обучался у профессора Дьюлы Немета. По окончании университета работал там же ассистентом на кафедре тюркологии. В 1965 году Мандоки совершил экспедиционную поездку по городам и сёлам болгарской и Румынской Добруджи для изучения диалектов и этнографии местных татар. В 1970 году он защитил диссертацию на тему «Языковые исследования Добруджанских татар». В 1974 году путешествовал по Монголии, зафиксировав различные фольклорные и этнографические данные. В 1976 году посетил Алма-Ату, в 1980 году — Башкортостан и Татарстан. В 1981 году защитил докторскую диссертацию на тему «Документальные источники относительно языка куманов Венгрии».
Исследовал тюркоязычные этнические группы в Европе. Участвовал в экспедициях по Анатолии, Казахстану, Средней Азии, Монголии.
Умер 22 августа 1992 года в г. Махачкала, похоронен на кладбище Кенсай в Алма-Ате 3 сентября 1992 года.

## Семья
Отец — Мандоки Кулан Шандор, мать — Караси Кочкар Ержебет, оба по происхождению куны (ассимилированные кыпчаки Венгрии). Жена — Мандоки Онгайша Максумкызы — казашка из рода адай, сын — Атлан Мандоки.

## Научная деятельность
Основоположник европейского кыпчаковедения. Основные научные интересы — кыпчако-тюркская филология, древняя история мадьяр, этнография и этническая история кунов (кыпчаков Венгрии), казахско-кунские параллели языка и этнографии. Опубликовал более сорока научных статей на венгерском, немецком, французском, казахском и др. языках. Главный научный труд «Остатки кунского (кыпчакского) языка в (в мадьярской лексике, письменных памятниках, топонимах) Венгрии» (A kun nyelv magyarországi emlékei, 1975).
Полиглот. Владел более чем тридцатью языками, из европейских, кроме родного венгерского - немецким, французским, английским, румынским языками, практически всеми тюркскими языками. Казахским овладел в детстве. Переводил произведения фольклора и литературы тюркоязычных народов на венгерский язык. Перевёл книгу Б. Момышулы «Ұшқан ұя» («Наша семья»).

## Признание и награды
- За работы по исследованию культуры тюркских народов удостоен премии «Постумус» АН Венгрии (1993)[2][4].
- Учёному посвящены документальные фильмы «Иштван Коныр Мандоки» (реж. Миргалым Есыркепов, автор сценария Ернар Масалим), Казахстан, 2015)[6][7], «Кыпчакский первопроходец» (реж. Шомфай Кара Давид, Венгрия, 2017)[8]
- Школа № 154 и одна из улиц в (Алатауском и Медеуском районах)[9][10] Алма-Аты носят имя Мандоки[4][8][11].
- Кыргызская Научная академия посмертно присвоила Мандоки почётное звание доктора филологических наук[4].
- В Будапеште, в доме № 52 по улице Белы Бартока, где жил учёный, установлена мемориальная доска[4].
- В конце сентября 2014 года в Астане прошёл международный форум, посвящённый памяти учёного[12].
- О жизни учёного написана книга «Тіспен туған Қоңыр бақсы — Одинокое дерево» (автор Ернар Масалим)[12].
- Именем Иштвана Коныра названа улица в Алма-Ате.
- В 2019 г. в Турции по инициативе Международной организации "Тюрксой" прошла масштабная презентация перевода на турецкий язык посвящённой памяти Иштвана Конгура книги кумыкского поэта Бадрутдина Магомедова [13].